# Ferdinand Reisner
Ferdinand Reisner (* 12. September 1721 in Rain; † 12. Januar 1789 in Pasenbach) war ein deutscher römisch-katholischer Geistlicher, Theologe und Schriftsteller.

## Leben
Benedikt Ferdinand Reisner war der Sohn von Johann Georg Reisner und seiner Ehefrau Maria Franziska. Er trat 1742 in das Jesuitenkolleg von Landsberg am Lech ein. Seine philosophische Ausbildung erhielt er in Augsburg, bevor er Theologie an der Universität Ingolstadt studierte. Wann er zum Doktor der Theologie promoviert wurde, ist nicht bekannt. Seine Priesterweihe erhielt er 1752 in Eichstätt. Nachdem er zwischen 1753 und 1760 unter anderem als Professor der Rhetorik am Jesuitenkolleg St. Salvator in Augsburg unterrichtet hatte, wurde ihm eine Stelle als Professor und Präfekt am Akademischen Gymnasium Innsbruck übertragen. Dort lehrte er bis zur Aufhebung des Jesuitenordens 1773. Anschließend ernannte ihn der Kurfürst Maximilian III. Joseph von Bayern zum Professor der Theologie am hochschulischen Lyzeum in München.
Reisner wurde 1778 zum Professor und Regens des bischöflichen Priesterseminars in Dorfen ernannt. Außerdem erhielt er den Titel eines bischöflichen Geistlichen Rats. In Dorfen blieb er über mehrere Jahre tätig, bis er sich schließlich 1780 als Benefiziat in Pasenbach niederließ. Dort erinnert heute ein Epitaph in der Kirche an ihn.
Reisner erlangte insbesondere durch seine Schriften Bekanntheit. Seine Schauspiele wurden mehrfach aufgeführt und erfreuten sich des Beifalls des Publikums. 

## Werke (Auswahl)
- Thomas a Kempis ex tepido Mariae cliente in ferventem mutatus = Thomas von Kempen der zuvor laue, hernach eifrige Diener der seligsten Jungfrau, Wagner, Innsbruck 1768.
- Die Bekehrung Augustins, eine Wirkung mütterlicher Thränen: ein geistliches Singspiel aus dem Welschen in deutsche Reime gebracht, 1. Auflage, Wagner, Innsbruck 1768.
- Rebecka die Braut Isaaks. Singspiel in 3 Aufzügen, Wagner, Innsbruck 1769.
- Bernard ein geistlicher Vater seiner leiblichen Brüder, Wagner, Innsbruck 1769.
- Petrus poenitens poenitentiae peragendae norma = Der büßende Petrus ein Muster der wahren Bußfertigkeit, Wagner, Innsbruck 1769.
- Methodus Psalmos intelligendi facilius, Augsburg 1775.
- Der zur wahren und eifrigen Buße angewiesene und bekehrte Sünder in täglicher Betrachtung der schweren Sünde, auf jeden Tag des Monats, Mauracher, Augsburg 1776.
- Lexidion Eruditionis Hebraicae Ad Sacram Paginam Pro Dignitate Tractandam Theologis, Concionatoribus, Ascetis Opportunum , Wagner, Augsburg 1777.
- Lob und Leben Mariä, der seligsten Mutter Gottes : nach ordentlicher Zeitrechnung in fünfzig Betrachtungen gesammelt, und zum Gebrauch der Diener Mariä, besonders der Geistmänner und Prediger herausgegeben, Wagner, Innsbruck 1781.
- Fünffache Lob- und Sittenreden auf die hochfeyerlichen Festtage der allerseligsten Jungfrau und Mutter Gottes Mariae, wie auch auf das Fest des heiligsten Rosenkranzes, Wagner, Augsburg 1782.